# Tricorythodes sallesi
Tricorythodes sallesi is een haft uit de familie Leptohyphidae. De wetenschappelijke naam van de soort is voor het eerst geldig gepubliceerd in 2009 door Dias, Cabette & De Sousa.
De soort komt voor in het Neotropisch gebied.